# Montmelas-Saint-Sorlin
Montmelas-Saint-Sorlin est une commune française située dans le département du Rhône, en région Auvergne-Rhône-Alpes.

## Géographie

### Climat
Pour des articles plus généraux, voir Climat d'Auvergne-Rhône-Alpes et Climat du Rhône.
En 2010, le climat de la commune est de type climat océanique dégradé des plaines du Centre et du Nord, selon une étude du Centre national de la recherche scientifique s'appuyant sur une série de données couvrant la période 1971-2000. En 2020, Météo-France publie une typologie des climats de la France métropolitaine dans laquelle la commune est exposée à un climat de montagne ou de marges de montagne et est dans la région climatique  Nord-est du Massif Central, caractérisée par une pluviométrie annuelle de 800 à 1 200 mm, bien répartie dans l’année. 
Pour la période 1971-2000, la température annuelle moyenne est de 11,1 °C, avec une amplitude thermique annuelle de 16,3 °C. Le cumul annuel moyen de précipitations est de 946 mm, avec 10,2 jours de précipitations en janvier et 7,7 jours en juillet. Pour la période 1991-2020, la température moyenne annuelle observée sur la station météorologique de Météo-France la plus proche, « Saint-Cyr-Chatoux », sur la commune de Saint-Cyr-le-Chatoux à 4 km à vol d'oiseau, est de 10,7 °C et le cumul annuel moyen de précipitations est de 959,9 mm,. Pour l'avenir, les paramètres climatiques de la commune estimés pour 2050 selon différents scénarios d'émission de gaz à effet de serre sont consultables sur un site dédié publié par Météo-France en novembre 2022.

## Urbanisme

### Typologie
Au 1er janvier 2024, Montmelas-Saint-Sorlin est catégorisée commune rurale à habitat dispersé, selon la nouvelle grille communale de densité à sept niveaux définie par l'Insee en 2022.
Elle est située hors unité urbaine et hors attraction des villes,.

### Occupation des sols
L'occupation des sols de la commune, telle qu'elle ressort de la base de données européenne d’occupation biophysique des sols Corine Land Cover (CLC), est marquée par l'importance des forêts et milieux semi-naturels (51,5 % en 2018), une proportion sensiblement équivalente à celle de 1990 (52,1 %). La répartition détaillée en 2018 est la suivante : 
forêts (51,5 %), cultures permanentes (21,9 %), prairies (17,8 %), zones agricoles hétérogènes (8,8 %). L'évolution de l’occupation des sols de la commune et de ses infrastructures peut être observée sur les différentes représentations cartographiques du territoire : la carte de Cassini (XVIIIe siècle), la carte d'état-major (1820-1866) et les cartes ou photos aériennes de l'IGN pour la période actuelle (1950 à aujourd'hui).

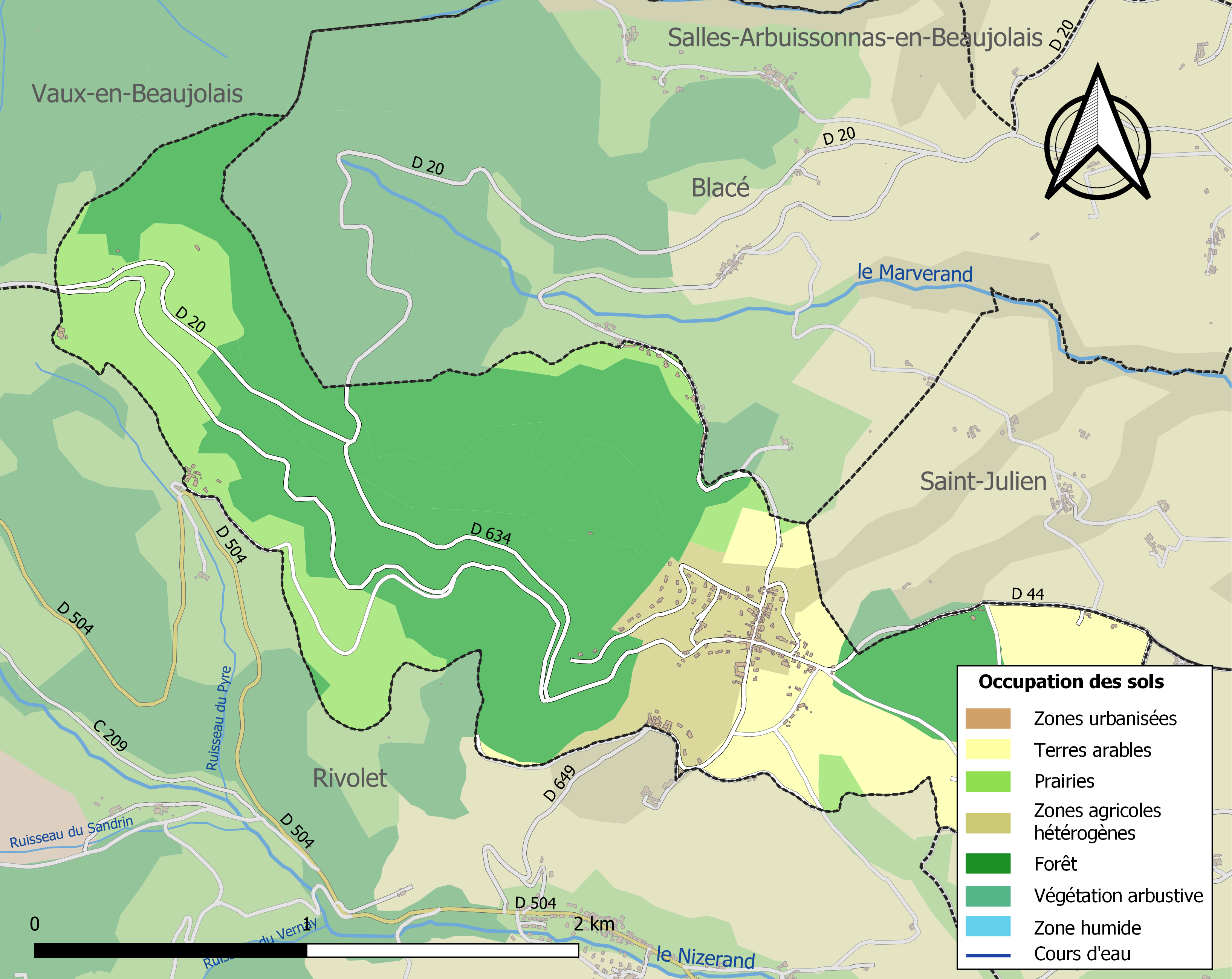
Carte des infrastructures et de l'occupation des sols de la commune en 2018 (CLC).

## Histoire
L'actuelle commune de Montmelas-Saint-Sorlin a été créée en 1808 par la fusion de deux anciennes communes : Montmelas, la plus basse commune, à l’est, et Saint-Sorlin-le-Puy, la plus haute, à l’ouest. 
Son château, à la base fort construit au Xe siècle, a abrité une garnison jusqu’en 1566, date à laquelle il a été rénové pour devenir cette résidence historique. 
Restauré au XIXe siècle par un contemporain de Viollet le Duc, il se caractérise par sa forme polygonale, ses angles et son donjon à mâchicoulis.
Le château appartient à la même famille depuis 1566.

## Politique et administration
| Période                                  | Période   | Identité                             | Étiquette | Qualité                   |
| ---------------------------------------- | --------- | ------------------------------------ | --------- | ------------------------- |
|                                          | av.1979   | Charles-Henri d'Harcourt (1916-1979) |           | Croix de guerre 1939-1945 |
| Les données manquantes sont à compléter. |           |                                      |           |                           |
| mars 2001                                | mars 2014 | René Duvernay                        |           |                           |
| mars 2014                                | En cours  | Michel Trouvé                        |           |                           |

## Démographie
L'évolution du nombre d'habitants est connue à travers les recensements de la population effectués dans la commune depuis 1793. Pour les communes de moins de 10 000 habitants, une enquête de recensement portant sur toute la population est réalisée tous les cinq ans, les populations de référence des années intermédiaires étant quant à elles estimées par interpolation ou extrapolation. Pour la commune, le premier recensement exhaustif entrant dans le cadre du nouveau dispositif a été réalisé en 2007.

En 2022, la commune comptait 530 habitants, en évolution de +7,94 % par rapport à 2016 (Rhône : +3,93 %, France hors Mayotte : +2,11 %).
| 1793 | 1800 | 1806 | 1821 | 1831 | 1836 | 1841 | 1846 | 1851 |
| ---- | ---- | ---- | ---- | ---- | ---- | ---- | ---- | ---- |
| 122  | 129  | 156  | 282  | 296  | 270  | 284  | 374  | 490  |

| 1856 | 1861 | 1866 | 1872 | 1876 | 1881 | 1886 | 1891 | 1896 |
| ---- | ---- | ---- | ---- | ---- | ---- | ---- | ---- | ---- |
| 415  | 422  | 483  | 455  | 441  | 463  | 464  | 409  | 406  |

| 1901 | 1906 | 1911 | 1921 | 1926 | 1931 | 1936 | 1946 | 1954 |
| ---- | ---- | ---- | ---- | ---- | ---- | ---- | ---- | ---- |
| 400  | 388  | 368  | 325  | 302  | 292  | 294  | 258  | 231  |

| 1962 | 1968 | 1975 | 1982 | 1990 | 1999 | 2006 | 2007 | 2012 |
| ---- | ---- | ---- | ---- | ---- | ---- | ---- | ---- | ---- |
| 210  | 220  | 260  | 270  | 369  | 367  | 358  | 356  | 438  |

| 2017 | 2022 | - | - | - | - | - | - | - |
| ---- | ---- | - | - | - | - | - | - | - |
| 502  | 530  | - | - | - | - | - | - | - |

## Culture locale et patrimoine

### Lieux et monuments
- Château médiéval de Montmelas.
- Signal de Saint-Bonnet et chapelle de Saint-Bonnet.

### Personnalités liées à la commune
- Marguerite-Catherine Haynault, marquise de Montmelas (11 septembre 1736 - 17 mars 1823), fut une maîtresse du roi de France Louis XV[réf. souhaitée].